# Vogelsgarten
Vogelsgarten ist eine Wüstung im Statistischen Bezirk 10 der kreisfreien Stadt Nürnberg.

## Geographie
Der ehemalige Weiler lag auf freier Flur auf einer Höhe von 303 m ü. NHN am linken Ufer der Pegnitz, südlich der Wöhrder Wiese. 0,1 km westlich befand sich Flaschenhof, 0,1 km östlich Kressengarten, 0,1 km südlich Dürrenhof. Heute erinnert die Straßenbezeichnung Vogelsgarten an den Ort.

## Geschichte
Gegen Ende des 18. Jahrhunderts gab es in Vogelsgarten 4 Anwesen. Das Hochgericht übte die Reichsstadt Nürnberg aus, was aber vom brandenburg-ansbachischen Vogtamt Schönberg bestritten wurde. Grundherr über die 4 Häuser war der Nürnberger Eigenherr von Praun.
Im Rahmen des Gemeindeedikts wurde Vogelsgarten dem 1808 gebildeten Steuerdistrikt Gleißhammer und der im selben Jahr gegründeten Ruralgemeinde Gleißhammer zugeordnet. 1825 wurde Vogelsgarten nach Nürnberg eingemeindet. Seit 1999 steht an der Stelle des ehemaligen Weilers die Technische Hochschule Nürnberg Georg Simon Ohm.

### Einwohnerentwicklung
| Jahr      | 001818 | 001824 | 001840 |
| Einwohner | 63     | 40     | 37     |
| Häuser    | 5      | 4      | 5      |
| Quelle    | [ 6 ]  | [ 3 ]  | [ 7 ]  |

## Religion
Der Ort war seit der Reformation überwiegend protestantisch. Ursprünglich waren die Einwohner evangelisch-lutherischer Konfession nach St. Lorenz (Nürnberg) gepfarrt, später nach St. Peter (Nürnberg).